# Gustav Stresemann
Gustav Stresemann (tyskt uttal: [ˈɡʊstaf ˈʃtʁeːzəˌman]
 ( lyssna)), född 10 maj 1878 i Berlin, död 3 oktober 1929 i Berlin, var en tysk politiker, industriman och nationalekonom. Han var en av Weimarrepublikens främsta politiker, Tysklands rikskansler 1923 och därefter utrikesminister till sin död. 

## Biografi
Gustav Stresemann var riksdagsledamot 1907–1912 och 1914–1918 samt partiledare för det nationalliberala partiet Deutsche Volkspartei från 1920. Som utrikesminister från 1923 strävade han efter att Tyskland skulle närma sig Frankrike och på så sätt bryta Tysklands utrikespolitiska isolering. Hans ansträngningar ledde 1925 fram till Locarnofördraget, vilket i sin tur möjliggjorde Tysklands inträde i Nationernas förbund, föregångaren till FN, 1926. För sin "Locarnopolitik" tilldelades Stresemann Nobels fredspris 1926 tillsammans med den franske utrikesministern Aristide Briand. För Tysklands del undertecknade Stresemann 1928 den så kallade Briand-Kelloggpakten, en internationell icke-angreppspakt. En annan av Stresemanns utrikespolitiska framgångar var antagandet av Youngplanen 1929 vilken innebar att Tysklands krigsskadestånd efter första världskriget reducerades. 
Stresemanns internationella strävanden och politiska framgångar för Tyskland omintetgjordes av Hitlers Machtübernahme 1933.